# Tony Spreadbury
Anthony John Spreadbury (Bath, 28 marzo 1962) è un ex arbitro di rugby a 15 e dirigente sportivo britannico, direttore internazionale di gara di rugby a 15 per la Federazione inglese e attualmente membro della commissione arbitrale della stessa.

## Biografia
Nativo di Bath (Somerset), figlio di un rugbista e paramedico di professione, Spreadbury si dedicò all'arbitraggio fin dall'età di 17 anni, a seguito della brusca interruzione della sua carriera rugbistica come tallonatore per infortunio.
Nel 1984 fu inserito nei quadri dell'International Rugby Board e nel 1990 diresse il suo primo incontro internazionale, il 9 giugno, tra Australia e Francia.
Dal 1996 nelle competizioni europee (il suo primo incontro internazionale di club è del 27 ottobre di quell'anno, Edimburgo - Benetton Treviso in Heineken Cup); professionista dal 2001, ha arbitrato anche nelle Coppe del Mondo 2003 e 2007: in quest'ultima competizione, nella quale si presentò come il decano, essendo il più anziano direttore di gara prescelto dall'IRB, diresse il match inaugurale Francia - Argentina.
Al termine della Coppa del Mondo Spreadbury annunciò il ritiro dall'attività internazionale; dopo un'ulteriore stagione in Guinness Premiership giunse il ritiro definitivo; da allora Spreadbury ricopre un incarico direttivo nella commissione arbitrale della Rugby Football Union.
Sono complessivamente 34 gli incontri nelle competizioni europee (28 in Heineken Cup, 6 in Challenge Cup) e 41 quelli internazionali diretti da Tony Spreadbury.
Tra gli incontri domestici diretti da Spreadbury, anche uno in cui come giocatore figurava suo padre: questi infatti era ancora in attività quando il figlio iniziò ad arbitrare.
Spreadbury jr. annullò una meta proprio a suo padre, e questo portò ad accese discussioni familiari dopo la gara.